# Expédition de Jackson
Guerre de Sécession
Batailles
Campagne de Vicksburg
- Grand Gulf
- Snyder's Bluff
- Port Gibson
- Raymond
- Jackson
- Champion Hill
- Big Black River Bridge
- Milliken's Bend
- Young's Point
- Lake Providence
- Richmond
- Goodrich's Landing
- Helena
- Vicksburg
- Expédition de Jackson

L'expédition de Jackson s'est déroulée à la suite de la reddition de Vicksburg, Mississippi en juillet 1863. Le major général  de l'Union William T. Sherman commande l'expédition pour disperser les efforts de secours du général Joseph E. Johnston dans la région de Vicksburg.

## Contexte
Lors de la campagne de Vicksburg, le 14 mai 1863, la bataille de Jackson est l'une des batailles intermédiaires, au cours de laquelle l'armée du Tennessee du major général Ulysses S. Grant capture la ville de Jackson, Mississippi, mais ensuite l'évacue pour se déplacer vers l'ouest en direction de Vicksburg. Pendant le siège de Vicksburg Johnston rassemble des troupes à Jackson, en vue de soulager la pression sur la garnison assiégée du lieutenant général John C. Pemberton. Johnston avance avec précaution ses 30 000 soldats vers les arrières de armée de Grant qui encercle Vicksburg. En réaction Grant ordonne à Sherman de s'occuper de la menace de Johnston.

## Expédition
Le 1er juillet 1863,  les forces de Johnston sont en position le long de la Big Black River. Sherman utilise le IXe corps nouvellement arrivé pour contrer cette menace. Le 5 juillet 1863, le lendemain de la reddition formelle de Vicksburg, Sherman est libre de se mettre en marche contre Johnston. Johnston retire ses forces à la hâte derrière les champs de bataille de Big Black River et de Champion's Hill avec Sherman à leur poursuite. Sherman a avec lui les IX corps, XV corps, XIIIe corps, et un détachement du XVIe corps.

## Siège de Jackson

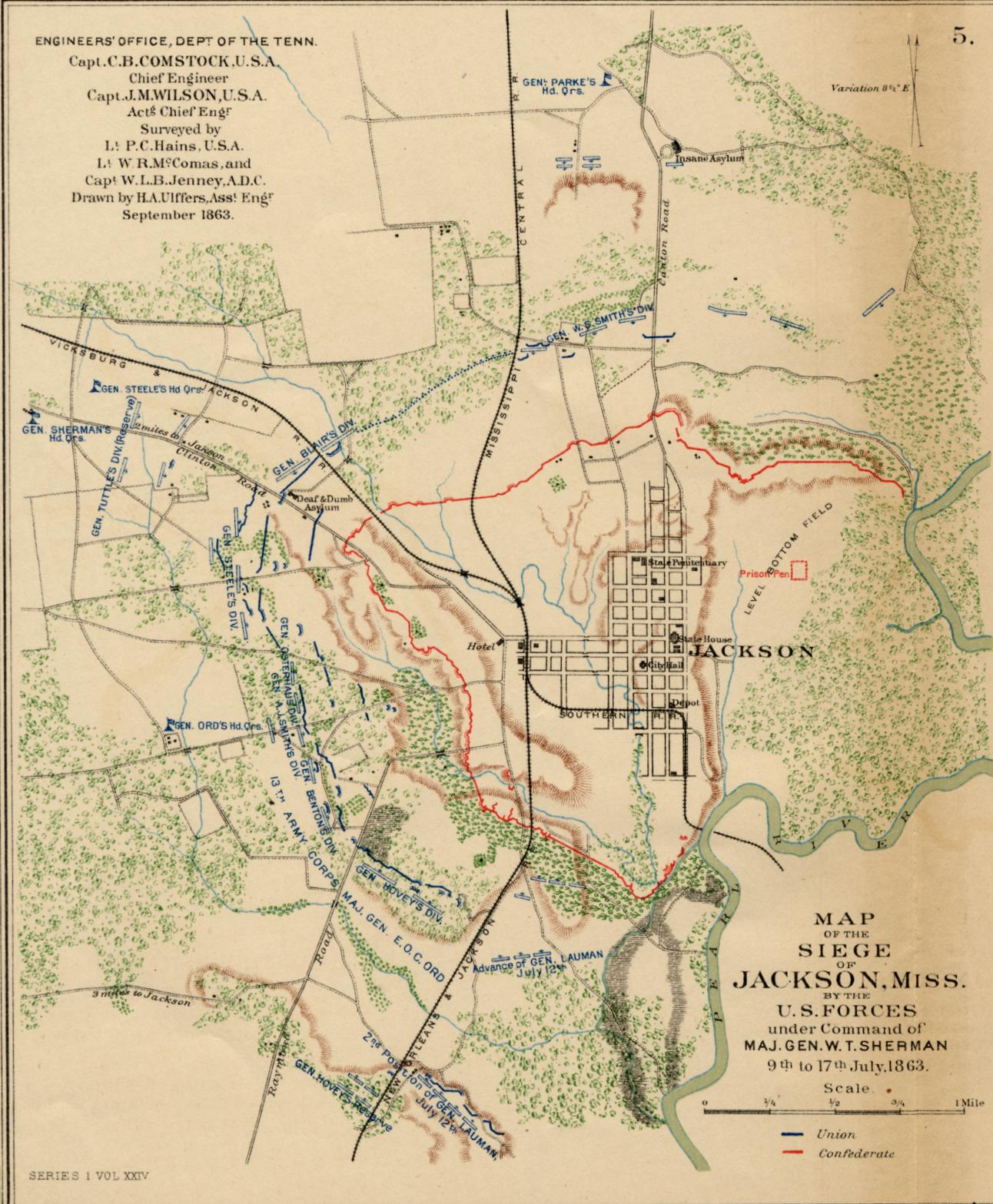
Siège de Jackson

Le 10 juillet 1863, l'armée de l'Union a pris position autour de Jackson. Le plus dur combat se déroule le 11 juillet 1863 pendant une attaque manquée. Le brigadier général Jacob G. Lauman ordonne à une brigade sous le commandement du colonel Isaac C. Pugh (en) d'attaquer les ouvrages confédérés tenus par la brigade du brigadier général Daniel W. Adams (en). À l'issue, Lauman est relevé de son commandement pour n'avoir pas réussi à exécuter correctement les ordres de son supérieur le major général E.O.C. Ord, ce qui a entraîné de lourdes pertes. Plutôt que de risquer l'encerclement, Johnston choisit d'évacuer la capitale de l'État et se retire le 16 juillet 1863. Les forces de Sherman occupent la ville le lendemain.
La capture de la ville conclut définitivement la dernière menace sur Vicksburg.

## Pour aller plus loin
- Gue, Benjamin F.[3] Vol. 4. Iowa Biography, 1903.
- Korn, Jerry, and the Editors of Time-Life Books. War on the Mississippi: Grant's Vicksburg Campaign. Alexandria, VA: Time-Life Books, 1985.  (ISBN 0-8094-4744-4).